# Mikulovice (okres Znojmo)
Městys Mikulovice (německy Niklowitz) se nachází v okrese Znojmo v Jihomoravském kraji. Žije zde 650 obyvatel.
Sousedními obcemi sídla jsou Běhařovice, Horní Dunajovice, Rudlice, Němčičky, Křepice, Výrovice a Višňové.

## Historie

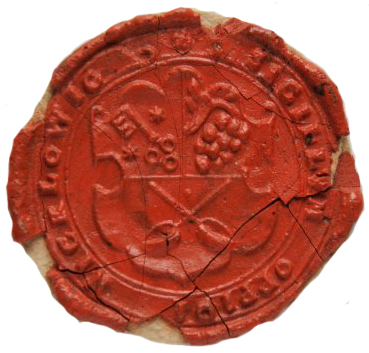
Městys Mikulovice u Znojma; pečeť z roku ≈1750

První písemná zmínka o obci pochází z roku 1314 (de Niculowicz). Od roku 1493 do roku 1568 byly v majetku želivského premonstrátského kláštera. Na městečko na žádost želivského opata Martina II. Strahlického povýšeny Ferdinandem I. roku 1588 s udělením privilegií, které potvrdil Rudolf II. roku 1599. Od roku 1622 se staly zbožím strahovského kláštera. V první polovině 18. století byla vystavěna obytná budova v klášterním dvoře, který byl do roku 1666 majetkem rytmistra Jana Klagra, pro potřeby ubytování příslušníků kláštera a jako sídlo úředníků (někdy označována jako zámek). Stará škola (uváděná již roku 1657) se zřítila roku 1800. Nově vystavěna 1807, vyhořela 1850. Nová budova školy pochází z roku 1909. Roku 1331 doložena fara. Městys byl velmi postižen třicetiletou válkou, ze 47 usedlostí bylo ještě v roce 1672 19 pustých.
V letech 1976–1980 vybudován kulturní dům a mateřská škola. Od 27. června 2008 jsou Mikulovice opět městysem.

## Pamětihodnosti
- Kostel svatého Petra a Pavla
- Kaple sv. Marka (severně městysu)
- Socha svatého Floriána
- Socha svatého Jana Nepomuckého
- Sloupy se sochou lva a orla
- Fara
- Sýpka
- Boží muka

Na východním okraji obce se nachází přírodní památka Mikulovické jezero.

## Galerie

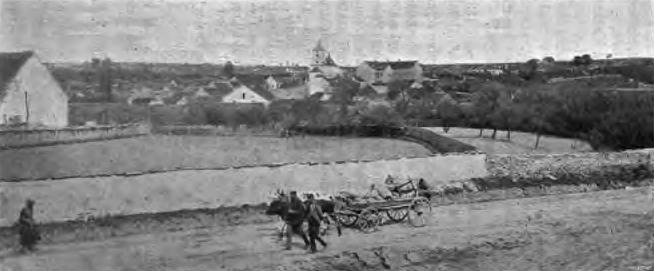
Mikulovice v roce 1904
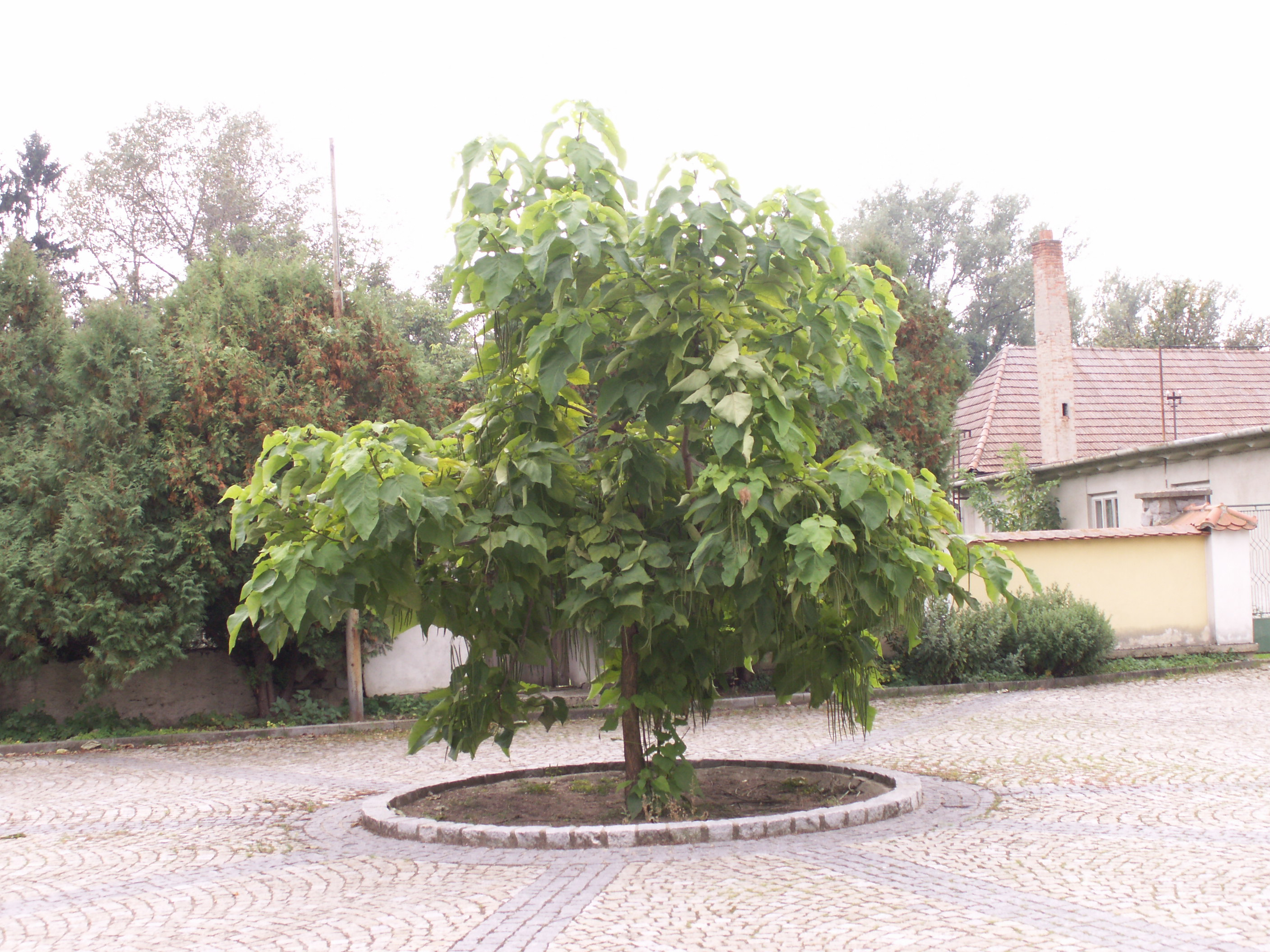
Katalpa trubačovitá
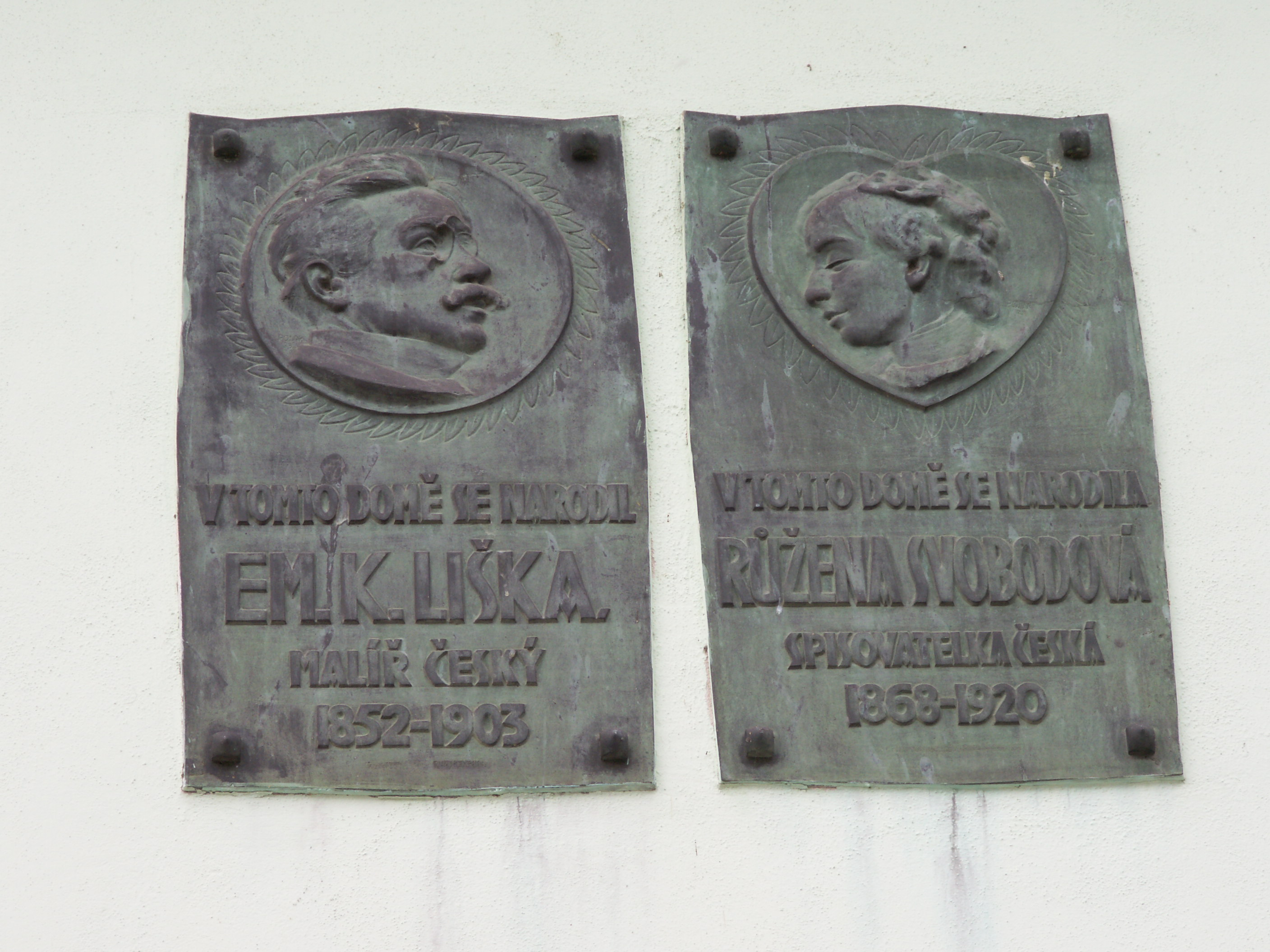
Pamětní desky na budově obecního úřadu

## Osobnosti
- Narodil se zde Emanuel Krescenc Liška (1852–1903), český malíř a ilustrátor.
- Narodila se zde Růžena Svobodová, rozená Čápová, (1868–1920), česká spisovatelka
- Na samotě zvané Koráb se narodil František Václav Peřinka (1878–1949), český vlastivědný pracovník, historik, publicista